# 독일 U-17 축구 국가대표팀
독일 U-17 축구 국가대표팀(독일어: deutsche U-17-Fußballnationalmannschaft)은 독일을 대표하는 17세 이하의 축구 국가대표팀으로, 독일의 축구 관리 기관인 독일 축구 연맹의 관리를 받는다. FIFA U-17 월드컵에 11번 참가해 2023년에 우승을 차지했으며, UEFA U-17 축구 선수권 대회에 15번 참가해 1984년과 1992년, 2009년, 2023년에 우승을 기록했다.

## 역대 감독
| 감독              | 임기        |
| ----------------- | ----------- |
| 하이코 헤를리히   | 2007 ~ 2008 |
| 마르코 페차이올리 | 2008 ~ 2009 |